# 曼市聯足球會
聯合曼徹斯特足球會（英語：Football Club United of Manchester，中文簡稱FC曼市聯、聯曼），又稱為FC聯（FC United，簡稱FCUM），是一間英格蘭的半職業球會，總部設於曼徹斯特，主場設於曼彻斯特市莫斯顿區（Moston）的布罗德赫斯特公园球场(Broadhurst Park)，由一班不滿格拉沙全面收購和控制曼聯的球迷所設立的。2008至2009球季曼市聯升班在英格蘭北部超級聯賽比賽，在此以前，球隊在成立以來每季都升班。
曼市聯的第一季十分成功，他們打進了西北區乙組業餘聯賽，並且在2006年4月15日就確定冠軍位置，而他們在2006/07球季會升至西北區甲組業餘聯賽。直至2006年4月，他們的入座率在非聯賽球會中排第二，而最高入場紀錄是在2006年4月22日對Great Harwood Town的6,023人。球會由前马科斯菲尔德的球員馬甘遜作為教練。

## 歷史

### 成立
曼市聯在2005年夏天由一班反對美國商人格拉沙收購曼聯的球迷所成立的。雖然這班球迷有不同的原因，但格拉沙後來全面控制曼聯，卻是他們決心自組球會的催化劑。其實在1998年，梅鐸計劃收購曼聯時，已經有球迷計劃另組球隊，但後來梅鐸沒有成功收購曼聯，計劃沒有實行。當格拉沙計劃收購曼聯時，這個可能是「最後解決方案」的計劃被重新提出，並且在多本球迷雜誌包括「Red Issue」中討論其可行性。
格拉沙家族在2005年5月12日全面控制曼聯，反對收購的人在5月19日於Manchester Methodist Hall舉行會議。雖然會議焦點集中於繼續反對收購多於成立新球會，但會議主席Andy Walsh宣佈下次在5月30日召開的會議會討論有關事項。而Kris Stewart，另一間球會AFC溫布頓的主席，在第二次會議中給大家一些關於成立球會的意見。第二次會議同時宣佈，如果有1,000人承諾為球會提供財政資助，新球會就會成立。雖然最後人數略少數1,000人，但主席還是決定成立新球會，Stewart並且在第三次會議中，指出AFC溫布頓會為「FC聯」提供可行的協助。
鄰近球會利夫RMI隊（Leigh RMI）在這個時候正好遇上財政危機，他們請求「FC聯」收購利夫RMI，而曼市聯則為利夫RMI提供額外的援助，令球會繼續經營。不過「FC聯」的創辦人拒絕了他們的要求，因為他們成立球會的目的正是回應不得人心的收購行動，也不認為收購其他球會是恰當的。不過，利夫隊其後總算撐過了危機，而「FC聯」的首場比賽正是對利夫RMI。
球會成立時想稱為「FC聯」（FC United），但英格蘭足球總會以太通俗為理由拒絕。於是他們要另選新名，包括「曼市聯足球隊」（FC United of Manchester）、「曼城中部」（FC Manchester Central）、「AFC曼城1878」（AFC Manchester 1878）和「紐頓希夫聯隊」（Newton Heath United FC）。在6月14日，「曼市聯足球隊」獲得44%的選票當選，而「FC聯」則繼續成為球會簡稱。
卡爾·馬甘遜（Karl Marginson）在6月22日獲委任為經理。而6月26日曼市聯舉行試操，有900人申請，200人獲邀請參與試操，17人獲選為一線隊員，雖然他們很多都離開了球會。到7月8日，球會獲得4,000人的捐款，令球會銀行戶口擁有100,000英鎊。
曼市聯獲批准在西北區乙組業餘聯賽參賽，在聯賽制度中排第十，比英格蘭超級足球聯賽低九級。當時西北乙聯有四個剩餘位置，所以沒有球會反對曼市聯加入。不過球會獲准成立時已過了英格蘭足總瓶（FA Vase）的報名時限，他們在2004/05球季不能參與這項賽事，但可於2005/06球季參與。球會獲安排在的主場吉格里球場（Gigg Lane）作為主場。

### 2005-06球季
曼市聯的第一場比賽就是在2005年7月16日作客對利夫RMI隊（Leigh RMI），最後以0-0賽和。賽事的末段，大批曼市聯的球迷攻陷球場，雖然對曼市聯來說是好現象，但他們當日羞辱總務的行為卻嚇怕了聖海倫市（St Helens Town），令聖海倫市取消和他們的友賽。而球會下一場的友誼賽是7月23日作客對AFC溫布頓，結果輸0-1。而7月30日對史達利比治的比賽，FC聯輸0-2。這場比賽同時為史達利比治一名患癌的員工籌款。
曼市聯在8月2日的友賽標誌著「FC聯」的里程碑，他們作客對Flixton，曼市聯期望能在他們身上取得入球。結果Steve Torpey在早段就取得入球，而隨後他們再多入4球，令曼市聯以5-2擊敗對手。這場賽事是他們首次面對同級的球會，先前的對手級數都比曼市聯高。
西北區乙組業餘聯賽安排給曼市聯的第一場聯賽比賽是擁有全聯賽最大球場的球隊Leek CSOB，用來測試球會的入場人數，以衡量其他球會是否能舉辦和曼市聯的比賽。這場比賽在8月13日舉行，2,590名入場觀眾除了令球場滿座外，也創造了聯賽首次滿座和最高入場人數的紀錄，甚至比Leek CSOB去季的入場人數總和還要多。這場比賽曼市聯贏5-2。
曼市聯第一場主場比賽於8月20日進行，他們以3-2擊敗帕迪咸（Padiham）。當日2,498人的入場人數，甚至比同一日一些英格蘭足球乙級聯賽的入場人數還要多。球會的開季有個好開始，頭7場錄得6勝1和的佳績。到第8場他們才首次被擊敗。他們在9月24日主場被Norton United擊敗。他們接下來連贏四場，包括首場杯賽以5-1擊敗奇德爾城（Cheadle Town），同時也在10月5日對奧咸市（Oldham Town）的賽事中刷新了新的聯賽入場紀錄，當日有3,110人入場觀看賽事。三日後他們再刷新了這個紀錄，在對黛絲山（Daisy Hill）的比賽中，有3,808人入場。曼市聯首次對較高級別的球隊是於11月13日，曼市聯出戰西北區業餘聯賽挑戰杯，給科恩（Colne）以2-1擊敗。下月，曼市聯中場Simon Carden在對Castleton Gabriels的賽事中入了5球，協助曼市聯以10-2狂數對手。
2006年1月2日主場勝排第二的溫斯福德聯隊（Winsford United）2-1的賽事，令曼市聯拋離第二名達14分，雖然對手少打三場。而該場的4,328人的入場人數又再一次打破聯賽入場人數紀錄，令曼市聯成為該季非聯賽球隊中第二多入場人數的賽事，而且甚至比六間乙組聯賽球會的入場人數還要多。不過曼市聯在2月4日的西北區業餘乙級聯賽杯中，被尼爾森（Nelson）淘汰。
曼市聯在4月12日肯定獲得升班的資格，當日曼市聯以4-0擊敗查德頓（Chadderton）。三日後曼市聯確定了聯賽冠軍的資格，因為其他球隊的球賽結果令其他球會不可能超越曼市聯。
4月22日，賽會在主場對Harwood Town的賽事前，正式把聯賽冠軍獎杯交給曼市聯。當日有6,023人入場，又再一次刷新聯賽紀錄。
曼市聯在賽季完結期間，會有五場國際友誼賽。第一場於5月12日到德國對萊比錫火車頭（Lokomotive Leipzig），萊比錫火車頭被球迷的熱情喚醒，剛奪得第七次任何組別聯賽冠軍的球隊，最後以4-4和曼市聯打和。

### 2006-07球季
曼市聯在西北區甲組業餘聯賽(非聯賽中架構排第五)的首場比賽在2006年8月12日對聖海倫鎮（St. Helens Town），Simon Carden和Stuart Rudd各入一球，令曼市聯最終贏2-0。
這個好開始一直在延續，曼市聯在頭六場聯賽賽事都能夠勝出，包括以2-0擊敗足總碗冠軍楠特威奇城（Nantwich Town）。
在這屆，曼市聯獲得了西北區甲組業餘聯賽冠軍。

### 北部超聯時代
2007-08球季曼市聯在北部超級聯賽(甲組北)中比賽，以1分之微屈居亞軍參加升班附加賽，準決賽3-2擊敗巴姆贝尔布里奇（Bamber Bridge），繼而在決賽先落後一球，反勝斯凯尔默斯戴尔联（Skelmersdale United）4-1，升班到北部超級聯賽(超聯組)；並首次獲准參加英格蘭足總盃，通過初賽圈後，於資格賽第一圈被淘汰。
2010-11球季球隊成功晉身英格蘭足總盃的主賽圈，於2010年11月5日第一圈作客3-2淘汰英甲的羅奇代爾。
球隊在北部超級聯賽(超聯組)以第4名進入升班附加賽，在擊敗Bradford PA後進入決賽，爭取升班至議會聯賽(北部聯賽)比賽，但在附加赛决赛一球失利，使得下赛季依旧继续留在北部超级联赛（超级组）。
2013-14球季球隊以1分之微屈居亞軍參加升班附加賽，準決賽迎戰阿什頓聯（Ashton United），於下半場早段憑12碼領先，但於補時階段被追和，及後更於加時下半場補時被對手反勝而遭淘汰。
2014-15球季球隊以92分成為北部超級聯賽(超聯組)冠軍，升班到議會聯賽(北部聯賽)。

### 議會聯賽時代（2015–2019）
2015-16球季球隊成功晉身英格蘭足總盃的主賽圈，第一圈主場以1-4不敵英甲的車士打菲特。
在2018-19年賽季初期表現不佳後，格里夫斯於2018年8月底離開球會。前球員大衛·查德威克（David Chadwick）暫時擔任經理一職。接著球會於2018年10月底任命尼爾·雷諾茲（Neil Reynolds）為新一任經理。2019年4月22日，曼市聯在主場以1-2不敵布萊思斯巴坦斯，球隊僅得34分排名第21，降級回北部超級聯賽超聯組。

## 組織
曼市聯是一間商業工會(industrial and provident society)，球迷們可以用一鎊或更多的價錢捐贈球會而成為股東，但每名球迷無論捐款有多少，都只會獲得一股的球會股份，而在大會上也只會有一票。
曼市聯有一個由十二人組成的民選管理層，但還未選出董事，而Tony Pritchard則會在選出董事前暫代這個職位。
球會有兩個全職的職位：Andy Walsh是主席，而總幹事是Lindsey Robertson。取代前總幹事Luc Zentar。他們兩個人在球會成立的過程中都扮演了積極的角色。
球會的宣言包括以下幾項核心原則:
1. 管理層會由會員選舉產生
2. 會員的決定會根據一人一票的原則決定
3. 球會將會發展和當地社群有強大的聯繫，極力爭取所有人都能進入，無人會被排斥
4. 球會會努力把門票售價維持在大眾可接受的水平
5. 球會鼓勵年輕和當地的參與者，盡他們能力在球會作出貢獻，不論是効力球會還是支持
6. 球會極力避免球會全面商業化
7. 球會會維持是一個非牟利組織

球會接受商業贊助，但拒絕任何商標在球衣上出現。曼市聯的主要贊助商為Williams BMW Group。

## 球迷文化
雖然球迷主要來自曼徹斯特和其周邊地區，但遠至波蘭、紐西蘭和美國都有球迷成立球迷會，而且特意遠赴英國只為觀看他們賽事的球迷也不在少數。
當地電視台M頻道（Channel M）曾在2006年1月至8月期間，每月為他們拍攝節目，而法國和荷蘭的攝製隊也不時在曼市聯隊的賽事中看到。

## 榮譽
- 北部超級（超聯組）業餘聯賽《第七級》
  - 冠軍（1）：2014–15
  - 附加賽亞軍（3）：2010–11，2011–12，2012–13
- 北區甲組（北部）業餘聯賽《第八級》
  - 亞軍（1）：2007–08
  - 附加賽冠軍（1）：2007–08
- 北區超級聯賽會長盃冠軍（1）：2007–08
- 西北郡制甲組業餘聯賽冠軍（1）：2006–07
- 西北郡制聯賽挑戰盃冠軍（1）：2006–07
- 西北郡制乙組業餘聯賽冠軍（1）：2005–06
- 球迷直銷盃（Supporters Direct Cup）冠軍（1）：2006

## 紀錄
- 最大勝利: 10-2 對 Castleton Gabriels, 2005年12月10日
- 最大落敗: 0-2 對 Bradford Park Avenue, 2008年9月1日
- 單場最多入球: 5球, Simon Carden 對 Castleton Gabriels, 2005年12月10日
- 最多入場: 吉格里球場 6,023 對 Great Harwood Town, 2006年4月22日
- 最長不敗紀錄(所有):  11場, 2005年11月19日至2006年1月21日
- 最長不敗紀錄(聯賽):  18場, 2005年10月5日至2006年2月27日

## 註腳
1. ↑  羅奇代爾（甲 13） 對 FC曼市聯（非聯賽） 的存檔，存档日期2010-11-08.，香港賽馬會
2. ↑  . BBC Sport. 2005-06-20  [2010-11-06]. （原始内容存档于2010-11-08） （英语）.
3. ↑  . BBC Sport. 2010-11-05  [2010-11-06]. （原始内容存档于2010-11-06） （英语）.
4. ↑  . F.C. United of Manchester. 2018-09-19  [2022-08-10]. （原始内容存档于2022-04-19）.
5. ↑  . Fc-utd.co.uk.   [2021-04-17]. （原始内容存档于2021-04-17）.

## 外部連結
- 官方网站
- F.C. United in Russia – statistics database （页面存档备份，存于）